# Stavanger
Stavanger je grad i središte istoimene općine i okruga Rogaland u Norveškoj. Poslije Osla i Bergena, Stavanger je treći po veličini norveški grad. Stavanger je kao grad osnovan 1125., kada je završena gradnja katedrale Stavanger. U samoj jezgri grada nalaze se drvene kuće iz 17. i 18. stoljeća, koje se smatraju kao kulturna baština i time su zaštićene. Kako je grad doživio nagli razvoj 1970-tih zbog otkrića nafte i prirodnog plina u blizini, centar grada predstavlja veliki problem za promet i daljnju urbanizaciju. Stavanger se danas smatra kao prijestolnica naftne industrije u Norveškoj, pa je i uprava najveće energetske tvtke Statoil u gradu. Tu se nalazi i Sveučilište u Stavangeru, u kojem se najviše zvanja dobiva upravo u naftnoj industriji. U Stavangeru se nalazi i jedan od centara NATO-a. Zbog takvog naglog razvoja, u samoj općini je i veliki broj useljenika, koji čine 11,3% stanovništva Stavangera. U gradu je i vrlo mali stupanj nezaposlenosti, manji od 2%. Stavanger je vrlo skup grad za život, smatra se jednim od najskupljih gradova u svijetu. U blizini grada se nalazi i Zračna luka Sola, koja je spojena zračnim letovima s nekim od najvećih gradova Europe. Stanovnici su ljubazni, opušteni i pričaju norveški s blagim naglaskom koji podsjeća na norveški s juga. Dobro raspoloženje ovdašnjih stanovnika možda je povezano s najblažom klimom u zemlji, što svakako vrijedi za jugozapadni dio okruga Rogaland.

## Povijest
Prvi tragovi naseljavanja potiču otprilike prije 10 000 godina, kada se led počeo povlačiti nakon zadnjeg ledenog doba. U blizini Randaberga nalazi se pećina Svarthola, koja je bila sklonište za grupu od 25 ljudi, čiji ostaci potječu iz 6 000 pr. Kr. Ti su ljudi u početku bili lovci i sakupljači plodova, da bi negdje oko 4 000 pr. Kr. počeli s poljoprivredom, a oko 2 000 pr. Kr. poljoprivreda im je bilo glavno zanimanje.
Malo južnije od Stavangera, 872. se odvijala najveća i najvažnija bitka u povijesti Norveške: bitka kod Hafrsfjorda. Vikinški vođa i kasnije kralj Harald I. Hårfager (Harald I. Ljepokosi) bio je pobjednikom te bitke i postao ujediniteljem Norveške. Na legendarnom poprištu danas se nalazi spomenik Sverd i Fjell (mač u kamenu), kao spomen na bitku. Nakon toga Stavanger postaje trgovačko i crkveno središte, pogotovo od 1100. do 1300. Stavanger je kao grad osnovan 1125., kada je završena gradnja katedrale Stavanger.
Kada se dogodila protestantska reformacija 1536., Stavanger gubi ulogu religijskog središta, a sve više ga dobiva Kristiansand. Ipak, u 19. stoljeću se sve više razvija ribolov na haringe, što daje novi razvoj gradu. Općina Stavanger nastaje 1. siječnja 1838., a 1. siječnja 1965. pripojene su mu općine Hetland i Madla. Od industrije sve se više razvija konzerviranje ribe, pomorstvo i brodogradnja, a od 1969., kada su otkrivena nova nalazišta nafte i prirodnog plina u Sjevernom moru, razvija se i naftna industrija. 

### Grb
Hallvard Trætteberg (1898. – 1987.), tada vodeći stručnjak u heraldici, dobio je zadatak da napravi grb grada Stavangera. On je odobren 1939., a na osnovu toga je napravljena zastava i pečat. Na grbu se nalazi vinova loza, što i danas ostaje nepoznato što predstavlja.

### Porijeklo imena Stavanger
Staronordijsko ime grada je bilo Stafangr. Dugo se raspravljalo o značenju tog imena, a pretpostavlja se da je nastao zbog uvale koja se zvala Vågen, gdje i nastaje sami grad. Prvi dio imena stafr znači grana, što možda podsjeća na oblik uvale. Ime možda dolazi i od naziva Staven, koji se odnosi na planinu Valberget, a to je uobičajeni pojam za visoke i stepenaste planine u Norveškoj. Pojam angr se odnosi na uvalu, s koje se dolazilo sa Sjevernog mora, što je bilo vrlo često zbog razvijenog ribolova i pomorstva.

## Stanovništvo
Prema podacima o broju stanovnika iz 2010. godine u općini živi 189.828, a u gradu 124.511 stanovnika. Poslije Osla i Bergena Stavanger je treći po veličini norveški grad.

## Gradovi prijatelji
- Aberdeen, Škotska
- Antsirabe, Madagaskar
- Esbjerg, Danska
- Eskilstuna, Švedska
- Esteli, Nikaragva
- Neskaupstaður, Island
- Galveston, SAD
- Harlow, UK
- Toulouse, Francuska
- Houston, SAD
- Jyväskylä, Finska
- Nablus, Palestina
- Netanya, Izrael
- Massawa, Eritreja

## Kultura
Stavanger i Liverpool su izabrani za Europski glavni grad kulture za 2008. Stavanger se tada prikazao kao "otvorena luka", otvorena za umjetnost, ideje i prilike. U Stavangeru se održava svake godine i međunarodni džez festival, kao i međunarodni festival komorne muzike. Stavanger je bio domaćin 1997. i 2004. trke starih jedrenjaka (engl. Cutty Sark Tall Ships Race). 

### Glazba
- Sirenia, gothic metal sastav
- Tristania, gothic metal sastav,
- Liv Kristine, bivši je vokal benda Theatre of Tragedy i trenutačna pjevačica sastava Leaves' Eyes.

## Šport
- Stavanger Oilers, norveški klub u hokeju na ledu;
- Viking Hockey, norveški klub u hokeju na ledu;
- Viking FK je najveći nogometni klub u Stavangeru, a igra u norveškoj prvoj ligi (2010.).
- Stavanger Håndball je rukometni klub koji igra u norveškoj drugoj ligi.
- 2010. Stavanger je bio domaćin svjetskog prvenstva u odbojci na pijesku (engl. SWATCH FIVB World Championships).

## Gospodarstvo
Od 1880. gospodarstvo Stavangera se oslanja uglavnom na izvoz ribe i plodova mora. Takva vrsta gospodarstva je dosta osjetljiva na promjene na tržištu, pa je između dva svjetska rata došlo do gospodarskog pada. Nakon Drugog svjetskog rata industrija konzerviranja ribe je doživjela krizu zbog sve veće konkurencije, pa se Stavanger okreće brodogradnji. Od 1969., kada su otkrivena nova nalazišta nafte i prirodnog plina u Sjevernom moru, razvija se uspješno naftna industrija. Prisustvo naftne industrije omogućuje vrlo dobre prihode za stanovništvo, čak iznad prosjeka u Norveškoj. Tako su i cijene nekretnina u općini Stavanger veće nego i Oslu, pa se recimo cijene jednog stana (oko 80 m2) kreću oko 41 400 kuna po četvornom metru (2011.). 

### Prijevoz
Većina prijevoza u Stavangeru se odvija preko željezničke pruge Sørlandsbanen i autoceste E39, koji ide od Kristiansanda na jugu do Bergena na sjeveru. U blizini grada se nalazi i Zračna luka Sola, koja ima redovite letove prema Frankfurtu, Amsterdamu, Londonu, Aberdeenu, Manchesteru i Kopenhagenu. U gradu je vrlo živ i trajektni promet, pa tako postoji i redoviti trajekt prema Hirtshalsu (Danska), te Smyril Line trajekt koji vozi od danske obale do Farskih otoka. Postoji i putnički katamaran koji vozi do Bergena i čitav niz trajekata do manjih mjesta u okolici. Autobusni prijevoz vozi do Osla, Kristiansanda, Bergena i Haugesunda. 

## Prirodne i kulturne znamenitosti
Danas Stavanger dosta ulaže u turizam, privlačeći ljude svojom predivnom okolicom i nudeći mnoštvo mogućnosti za aktivni odmor:
- Norveški muzej nafte, u kojem se može vidjeti kako se razvijala naftna industrija;[7]
- tržnica u centru grada, jedna od rijetkih u Norveškoj, gdje se može kupiti voće i povrće neposredno od lokalnih poljoprivrednika;
- Lysefjorden je fjord (dug oko 40 kilometara) vrlo popularan za šetnje prirodom. Uobičajeno je posjetiti i Prekestolen ("Propovjedaonica"), liticu visoku 604 metra s ravnim platoom na vrhu, a da biste došli do ravne platforme morate pješačiti otprilike 2 sata. Uz "Propovjedaonicu", druga atrakcija fjorda je ukliještena stijena Kjeragbolten (oko 1 000 metara iznad mora), s koje se također pruža prelijepa panorama na fjord.
- skijaški centri u blizini Stavangera za vrijeme zimske sezone,
- pjeskovite plaže u okolici.

## Zemljopis
Grad se nalazi u zapadnoj Norveškoj u regiji Vestlandet (Zapadna Norveška) na obali Sjevernog mora. 

### Četvrti u Stavangeru
Stavanger se obično dijeli u 7 četvrti:
- Hundvåg
- Tasta
- Eiganes og Våland
- Madla
- Storhaug
- Hillevåg
- Hinna

### Klima
Za klimu u Stavangeru se može reći da je umjerena klima i oceanska klima, sa zimama gdje su temperature u prosjeku iznad smrzavanja vode i padalinama oko 1 180 litara po četvornom metru godišnje. Ljeta su ugodna tako da kraj oko Stavangera ima najpovoljnije uvjete za poljoprivredu u Norveškoj (najdulja sezona uzgoja). 
| Mjesec                        | Sij. | Velj. | Ožu. | Tra. | Svi. | Lip. | Srp. | Kol. | Ruj. | Lis. | Stu. | Pro. |
| ----------------------------- | ---- | ----- | ---- | ---- | ---- | ---- | ---- | ---- | ---- | ---- | ---- | ---- |
| Prosječno visoka temp. (u °C) | 3    | 3     | 5    | 9    | 14   | 16   | 18   | 18   | 15   | 11   | 7    | 5    |
| Prosječne niska temp. (u °C)  | -1   | -1    | 0    | 3    | 7    | 9    | 12   | 12   | 10   | 7    | 4    | 2    |
| Prosječne padaline (u mm)     | 92   | 66    | 75   | 50   | 68   | 73   | 91   | 115  | 156  | 148  | 136  | 110  |

## Vanjske poveznice
- Službene stranice općine

### Ostali projekti
|  | Zajednički poslužitelj ima još gradiva o temi Stavanger |